# Ischyropsalis muelleri
Ischyropsalis muelleri is een hooiwagen uit de familie Ischyropsalididae.